# Фалькенштайн (Пфальц)
Фалькенштайн (нем. Falkenstein) — община в Германии, в земле Рейнланд-Пфальц.
Входит в состав района Доннерсберг. Подчиняется управлению Виннвайлер. Население составляет 202 человека (на 31 декабря 2010 года). Занимает площадь 7,48 км².